# Sōshi-arai Komachi

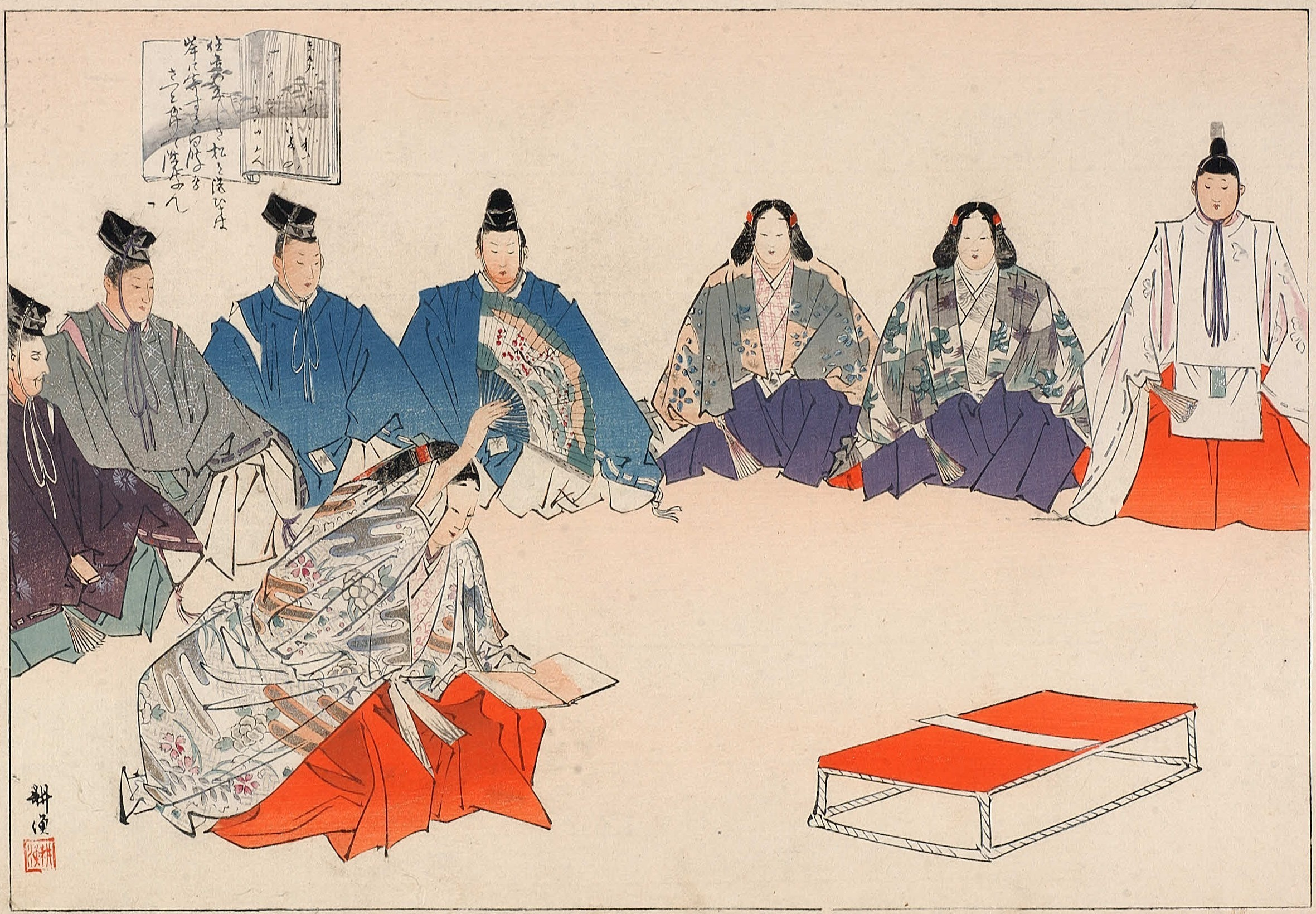
Szene aus dem Drama

Sōshi-arai Komachi (japanisch 草紙洗 小町), Komachi beim Dichterwettstreit, ist der Titel eines Nō-Dramas von Seami. Zentrale Figur ist die schöne Hofdame und Dichterin Ono no Komachi (ca. 825 bis 900). Das Stück ist im Rahmen der Nō-Kategorie ein Drittspiel.

## Vorbemerkung
Es treten folgende Personen auf:
- Waki: Ōtomo no Kuronushi (大伴黒主)
- Shite: Ono no Komachi
- Kogata: Der Kaiser
- Ai: Diener

Die Dichter:
- Tsure: Ki no Tsurayuki[A 2]
- Tsure: Mibu no Tadamine
- Tsure: Ōshikōchi no Mitsune
- Tsure: Zwei Hofdamen

## Handlung
1. Akt
  1. (Die Bühne ist zuallererst als Wohnraum des Dichters Ōtomo no Kuronushi zu denken.) Kuronushi tritt mit einem Diener auf, zu dem er spricht: „Morgen soll im Palast ein Liederwettstreit (歌合せ, Uta-awase) stattfinden; mir ist als Gegner Ono no Komachi bestimmt, die mir weit überlegen ist. Wie soll ich den Sieg erringen? Ich schleiche mich zu ihrem Haus, höre ein Lied von ihr, das ich dann übernehme.“ (Die Szene wechselt zum Haus der Komachi.) Mit orchestralem Klang tritt Ono no Komachi auf. Sie nennt das Gedicht, das sie rezitieren will und geht ab, um es auf einem Liedstreifen (短冊, Tanzaku) zu verzeichnen. Kuronushi hat das Gedicht gehört und sagt dem Diener, dass er das Gedicht als altes Lied in die Gedichtsammlung Man’yōshū eintragen wolle, so dass der Anschein entstehen muss, Komachi habe es von dort abgeschrieben. Zwischenspiel.[A 3]
2. Akt
  1. (Die Szene wird zum Palast. Ein niedriger Tisch wird hereingetragen, auf den ein Papierstreifen liegt, wie man ihn zum Notieren von Gedichten benutzt.) Mit orchestralem Klang erscheint der Kaiser. Ihm folgen Komachi, Kōchi no Mitsune, Kin no Tsuranuki, Mifu no Tadamine, zwei Hofdamen und Ōtomo no Kuronushi. Chor.
  2. Gespräch. Kaiser: „Als erste Gegner sind Komachi und Kuronushi bestimmt.“ Tsuranuki liest Komachis Gedicht, der Kaiser preist es und befiehlt, dass alle es anstimmen. Kuronushi tritt vor und sagt, dies sei ein altes Gedicht, es stehe im Man’yōshū. Komachi ist verwirrt, befindet sich im Seelenkonflikt. Der Chor wundert sich, dass dies 31-Silben-Gedicht in dieser Form im Man’yōshū steht.
  3. Auf mehrfache Weisung des Kaisers bringt Kuronushi eine Abschrift des Man’yōshū, ein Man’yōshū-sōshi. Bei der Prüfung zeigt sich, dass die Schrift des Liedes anders ist, als der Rest des Buches. Steigerung des Nō mit Wechselrede, Chor bis zum Punkte hin, wo das Sōshi gewaschen und dadurch die Unschuld Komachis und das böswillige Vorgehen Kuronushis erkennbar wird. Kuronushi will sich vor Scham das Leben nehmen, aber Komachi hält ihn begütigend, verzeihend davon ab. Mittlerer Tanz der Komachi.
  4. Schluss: Endchor: „… In grauer Vorzeit ist entsprungen Japans Dichtung auf der Erde. Susanoo, der Gott des Sturmes, schützt unser Götterland. Lieblich der Frühling in der Blütenstadt. Herrlich der Weg der Dichtung.“